# Albert Ouédraogo
Albert Ouédraogo, né le 6 avril 1969 à Dori dans la province du Séno, est un homme d’Etat burkinabè. Il est Premier ministre de la Transition du 3 mars au 30 septembre 2022.

## Biographie

### Enfance et études
Albert Ouédraogo,est né à Dori dans la région du Sahel. Il fait une partie de ses études au Prytanée militaire de Kadiogo. Il poursuit ses études à l'université de Ouagadougou mais en est exclu dans les années 1990 car il est l'un des leaders d'une grève estudiantine organisée par l'Association des étudiants du Burkina (Aneb). Il est titulaire d’un doctorat en science de gestion.

### Carrière
Il a enseigné dans plusieurs universités publiques et privées du Burkina Faso. En particulier, Ouédraogo enseigne la comptabilité à l'université de Ouagadougou ainsi qu'à l'université privée Aube Nouvelle.
Ouédraogo conseille des entreprises sur les aspects économiques et de gestion.

### Premier ministre
Il est nommé Premier ministre par le président de la Transition Paul-Henri Sandaogo Damiba le 3 mars 2022,,.
Ouédraogo est décrit comme proche de Pierre Claver Damiba, président de la Banque ouest-africaine de développement entre 1975 et 1981, et oncle du président Paul-Henri Sandaogo Damiba.
Le gouvernement est dissous lors du nouveau coup d'État d'Ibrahim Traoré, le 30 septembre 2022.